# Giovanni I Bentivoglio
Giovanni I Bentivoglio (Bologna, 1358 circa – Bologna, 26 giugno 1402) è stato un nobile italiano, signore di Bologna.

## Biografia
Fu il primo Bentivoglio a comandare su Bologna, dal 1401 al 1402, l'unico membro della famiglia a portare il titolo di signore della città.
Dopo il dominio dei Visconti, Bologna risultava un comune governato da una oligarchia senatoria formata dalle famiglie più importanti della città.
In una serie di lotte intestine tra loro, Giovanni, appartenente alla famiglia dei Bentivoglio, occupò con l'appoggio dei Visconti il 14 marzo 1401 il Palazzo Comunale riuscendo ad avere la meglio sulle altre. Eletto gonfaloniere perpetuo, diede così inizio alla supremazia dei Bentivoglio su Bologna, la quale formalmente rimaneva comunque un comune compreso nel territorio dello Stato Pontificio.
Tuttavia i Visconti erano interessati a riprendere il loro dominio sulla città e, sostenuti dalle famiglie rivali dei Bentivoglio (Gozzadini, Galluzzi, Isolani), assalirono la città e riportando la vittoria nella battaglia di Casalecchio.
Giovanni, sconfitto, morì linciato dalla folla. Altre fonti invece riportano che morì in battaglia.
Fu sepolto nella chiesa di San Giacomo Maggiore.

## Discendenza
Si sposò due volte, prima con Elisabetta da Castel San Pietro, figlia di Cino, ed in seguito con Margherita Guidotti. 
Ebbe tre figli dalla prima moglie:
- Anton Galeazzo (1385-1435), signore di Bologna;
- Ercole (?-1423), padre di Sante;
- Giovanna (?-1429), moglie di Gaspare Malvezzi.